# Dromedopycnon acanthus
Dromedopycnon acanthus là một loài nhện biển trong họ Ammotheidae. Loài này thuộc chi Dromedopycnon. Dromedopycnon acanthus được miêu tả khoa học năm 1982 bởi Child.